# Championnat de France de rugby à XV 2019-2020
Navigation
Top 14 2018-2019 Top 14 2020-2021
La saison 2019-2020 de Top 14 est la 121e édition du championnat de France de rugby à XV. Elle oppose les quatorze meilleures équipes de rugby à XV françaises.
La saison est marquée par une suspension du championnat à partir du 13 mars après le début de la propagation de la pandémie de Covid-19 en France. Le 30 avril, la LNR propose l'arrêt définitif du championnat, après une réunion extraordinaire organisée la veille avec tous les membres du bureau exécutif et les présidents de clubs. Par conséquent, le titre national n'est pas attribué et aucune promotion, ni relégation n'est promulguée, à l'issue de cette édition ; la décision est définitivement approuvée par le comité directeur de la LNR le 2 juin.

## Participants
| \| SU Agen Aviron bayonnais Union Bordeaux Bègles CA Brive Castres · olympique ASM Clermont Lyon OU Montpellier HR Section paloise Racing 92 Stade rochelais Stade français Paris RC Toulon Stade toulousain \| Localisation des clubs engagés en championnat. |
| SU Agen Aviron bayonnais Union Bordeaux Bègles CA Brive Castres · olympique ASM Clermont Lyon OU Montpellier HR Section paloise Racing 92 Stade rochelais Stade français Paris RC Toulon Stade toulousain                                                      |

### Changements en début de saison
À la suite de la saison 2018-2019, sont reléguées en Pro D2 : l'USA Perpignan qui a terminé à la dernière place du Top 14 et le Football Club de Grenoble rugby qui a perdu le match de barrage.
Pour les remplacer deux équipes montent de Pro D2 : l'Aviron bayonnais vainqueur du championnat de deuxième division et le CA Brive, vainqueur du match de barrage.

### Présentation des participants
| Club                  | Dernière montée | Budget prévisionnel 2019-2020 en M€ | Classement en 2018-2019 | Entraîneur(s)                                                                                                 | Stade                                      | Capacité |
| --------------------- | --------------- | ----------------------------------- | ----------------------- | --- | ------------------------------------------ | -------- |
| SU Agen               | 2017            | 12,5                                | 12e                     | Philippe Sella Christophe Laussucq Rémy Vaquin Benoît Lecouls                                                 | Stade Armandie (Agen)                      | 14 042   |
| Aviron bayonnais      | 2019            | 16,6                                | 3e (Pro D2)             | Yannick Bru Joël Rey Rémy Ladauge                                                                             | Stade Jean-Dauger (Bayonne)                | 16 934   |
| Union Bordeaux Bègles | 2011            | 26,3                                | 10e                     | Christophe Urios Frédéric Charrier Julien Laïrle Jean-Baptiste Poux Heini Adams                               | Stade Chaban-Delmas (Bordeaux)             | 34 694   |
| CA Brive              | 2019            | 16,8                                | 1er (Pro D2)            | Jeremy Davidson Marc Dal Maso Jean-Baptiste Péjoine                                                           | Stade Amédée-Domenech (Brive-la-Gaillarde) | 13 979   |
| Castres olympique     | 1989            | 25                                  | 7e                      | Mauricio Reggiardo Stéphane Prosper Patrick Furet Joe Worsley                                                 | Stade Pierre-Fabre (Castres)               | 12 500   |
| ASM Clermont          | 1925            | 33,7                                | 2e                      | Franck Azéma Bernard Goutta Didier Bès Xavier Sadourny                                                        | Stade Marcel-Michelin (Clermont-Ferrand)   | 19 022   |
| Lyon OU               | 2016            | 33,6                                | 3e                      | Pierre Mignoni David Gérard Kendrick Lynn David Attoub                                                        | Matmut Stadium Gerland (Lyon)              | 35 029   |
| Montpellier HR        | 2003            | 31,8                                | 6e                      | Xavier Garbajosa Pierre-Philippe Lafond Nathan Hines                                                          | GGL Stadium (Montpellier)                  | 15 697   |
| Stade français        | 1997            | 40,2                                | 8e                      | Heyneke Meyer Pieter de Villiers Dewald Senekal Ricardo Loubscher John McFarland Laurent Sempéré Julien Arias | Stade Jean-Bouin (Paris)                   | 20 000   |
| Section paloise       | 2015            | 24,2                                | 11e                     | Nicolas Godignon Frédéric Manca                                                                               | Stade du Hameau (Pau)                      | 18 324   |
| Racing 92             | 2009            | 28,9                                | 4e                      | Laurent Travers Mike Prendergast Patricio Noriega Chris Masoe                                                 | Paris La Défense Arena (Nanterre)          | 32 000   |
| Stade rochelais       | 2014            | 29                                  | 5e                      | Jono Gibbes Ronan O'Gara Grégory Patat Akvsenti Giorgadze                                                     | Stade Marcel-Deflandre (La Rochelle)       | 16 000   |
| RC Toulon             | 2008            | 30,7                                | 9e                      | Patrice Collazo Éric Dasalmartini Sébastien Tillous-Borde Casey Laulala                                       | Stade Mayol (Toulon)                       | 18 200   |
| Stade toulousain      | 1907            | 37,2                                | 1er                     | Ugo Mola Régis Sonnes Clément Poitrenaud Laurent Thuéry Virgile Lacombe Alan-Basson Zondagh                   | Stade Ernest-Wallon (Toulouse)             | 19 500   |

- Champion en titre, participe à la Coupe d'Europe 2019-2020
- Participe à la Coupe d'Europe 2019-2020
- Promu de Pro D2

Les équipes ne participant pas à la Coupe d'Europe 2019-2020 participent d'office au Challenge européen 2019-2020.

## Résumé des résultats

### Classement définitif
Le classement de la saison régulière est établi en fonction des points terrain auxquels sont ajoutés les points de bonus et retranchés, le cas échéant, les points de pénalisation.
Une équipe remporte 4 points terrain par victoire, 2 points terrain par match nul, 0 point par défaite. Une équipe perd 2  points terrain en cas de forfait ou de disqualification, tandis que l'équipe adverse en emporte 5.
Une équipe remporte 1 point de bonus offensif si elle marque 3 essais ou plus que son adversaire lors d'une même rencontre, et remporte 1 point de bonus défensif si elle perd de 5 points ou moins.
Si deux ou plusieurs équipes se trouvent à égalité au classement de la saison régulière, les facteurs suivants sont pris en compte pour les départager :
1. Nombre de points terrain, de bonus et de pénalisation obtenus sur l'ensemble des rencontres ayant opposé les équipes concernées ;
2. Goal-average sur l'ensemble de la compétition ;
3. Goal-average sur l'ensemble des rencontres ayant opposé les équipes concernées ;
4. Différence entre le nombre d'essais marqués et concédés sur l'ensemble des rencontres ayant opposé les équipes concernées ;
5. Différence entre le nombre d'essais marqués et concédés sur l'ensemble de la compétition ;
6. Nombre de points marqués dans toutes les rencontres de la compétition ;
7. Nombre d'essais marqués dans toutes les rencontres de la compétition ;
8. Nombre de forfaits n'ayant pas entraîné de forfait général de la compétition ;
9. Classement général durant la saison précédente du championnat[Note 1].

| Rang | Club                  | J  | V  | N | D  | Em | Ee | Bo | Bd | Pm  | Pe  | Diff | Pts |
| ---- | --------------------- | -- | -- | - | -- | -- | -- | -- | -- | --- | --- | ---- | --- |
| 1    | Union Bordeaux Bègles | 17 | 13 | 1 | 3  | 53 | 28 | 6  | 1  | 475 | 317 | +158 | 61  |
| 2    | Lyon OU               | 17 | 12 | 0 | 5  | 50 | 27 | 5  | 0  | 463 | 304 | +159 | 53  |
| 3    | Racing 92             | 17 | 9  | 1 | 7  | 51 | 30 | 5  | 3  | 451 | 326 | +125 | 46  |
| 4    | RC Toulon             | 17 | 9  | 2 | 6  | 37 | 32 | 3  | 2  | 396 | 334 | +62  | 45  |
| 5    | Stade rochelais       | 17 | 9  | 0 | 8  | 38 | 38 | 3  | 3  | 370 | 377 | -7   | 42  |
| 6    | ASM Clermont          | 17 | 10 | 0 | 7  | 39 | 45 | 1  | 0  | 423 | 415 | +8   | 41  |
| 7    | Stade toulousain T    | 17 | 8  | 1 | 8  | 37 | 30 | 4  | 2  | 368 | 331 | +37  | 40  |
| 8    | Montpellier HR        | 17 | 6  | 3 | 8  | 42 | 37 | 2  | 5  | 404 | 390 | +14  | 37  |
| 9    | Aviron bayonnais P    | 17 | 7  | 1 | 9  | 27 | 45 | 0  | 3  | 327 | 409 | -82  | 33  |
| 10   | Castres olympique     | 17 | 7  | 0 | 10 | 38 | 43 | 3  | 2  | 392 | 460 | -68  | 33  |
| 11   | CA Brive P            | 17 | 7  | 1 | 9  | 32 | 48 | 1  | 2  | 364 | 439 | -75  | 33  |
| 12   | Section paloise       | 17 | 6  | 0 | 11 | 31 | 42 | 0  | 4  | 334 | 414 | -80  | 28  |
| 13   | SU Agen               | 17 | 5  | 1 | 11 | 36 | 46 | 0  | 4  | 323 | 414 | -91  | 26  |
| 14   | Stade français Paris  | 17 | 5  | 1 | 11 | 30 | 50 | 0  | 3  | 328 | 488 | -160 | 25  |

Compétitions européennes 2020-2021
- 1er à 8e : phase de poule en Coupe d'Europe
- 9e à 12e : phase de poule en Challenge européen

Abréviations
- T : Tenant du titre
- P : Promu de Pro D2

### Tableau final
En raison de la pandémie de Covid-19 en France, les demi-finales qui devaient se tenir à Nice sont dans un premier temps annulées, avant que l'arrêt global de la saison 2019-2020 ne soit définitivement officialisé.
Le 2 septembre 2020, l'European Professional Club Rugby annonce un changement de format des compétitions européennes. Les huit premiers clubs de Top 14 sont qualifiés pour la Coupe d'Europe 2020-2021 alors que les six autres clubs disputent le Challenge européen.

## Résultats détaillés

### Phase régulière
L'équipe qui reçoit est indiquée dans la colonne de gauche.
| Clubs             | AGE   | BAY   | UBB   | BRI   | CAS   | CLE   | LOU   | MHR   | SFR   | PAU   | RAC   | ROC   | RCT   | TOU   |
| ----------------- | ----- | ----- | ----- | ----- | ----- | ----- | ----- | ----- | ----- | ----- | ----- | ----- | ----- | ----- |
| SU Agen           |       | 27-29 | -     | 16-10 | 24-43 | 15-32 | 12-13 | 29-10 | 27-14 | -     | -     | -     | 25-44 | 8-13  |
| Aviron bayonnais  | 22-23 |       | -     | 6-6   | 27-17 | 30-34 | -     | 28-24 | 28-17 | 3-9   | -     | 23-22 | -     | 20-10 |
| Bordeaux Bègles   | 23-0  | 22-3  |       | -     | 26-24 | 42-15 | 37-19 | -     | 52-3  | -     | -     | 20-15 | 34-12 | 30-25 |
| CA Brive          | 16-30 | -     | 30-9  |       | -     | 28-21 | 30-16 | -     | 26-21 | 33-26 | 20-44 | -     | 39-17 | 23-9  |
| Castres olympique | 30-27 | -     | 32-34 | 28-26 |       | -     | 29-12 | 26-25 | 46-16 | 26-16 | 0-27  | -     | -     | -     |
| ASM Clermont      | 30-13 | -     | 22-31 | -     | 39-22 |       | 24-15 | 20-13 | 29-19 | 28-37 | -     | 28-10 | -     | -     |
| Lyon OU           | -     | 52-9  | 25-23 | 59-3  | -     | -     |       | -     | 43-9  | 27-8  | 29-20 | 45-17 | 27-12 | 22-12 |
| Montpellier HR    | -     | 31-29 | 17-17 | 29-26 | -     | -     | 33-8  |       | 20-20 | 43-22 | -     | 30-16 | -     | 33-22 |
| Stade français    | -     | 33-27 | -     | -     | -     | 18-32 | -     | -     |       | 21-18 | 9-25  | 21-20 | 33-30 | 30-18 |
| Section paloise   | 18-12 | -     | 23-27 | 33-14 | 37-24 | 20-23 | -     | 19-15 | -     |       | 3-31  | 13-44 | 9-19  | -     |
| Racing 92         | 27-27 | 17-24 | 30-34 | -     | 23-14 | 27-19 | 20-31 | 29-25 | -     | -     |       | 49-0  | -     | 30-27 |
| Stade rochelais   | 40-8  | -     | -     | 41-17 | 22-13 | -     | -     | 35-30 | 28-26 | -     | 12-6  |       | 17-12 | 28-13 |
| RC Toulon         | -     | 20-9  | -     | 34-17 | 43-3  | 41-19 | 6-20  | 19-19 | 19-18 | -     | 32-29 | 23-3  |       | -     |
| Stade toulousain  | -     | 45-10 | 22-14 | -     | 36-15 | 34-8  | -     | 25-7  | -     | 24-23 | 20-17 | -     | 13-13 |       |

|  | Victoire à domicile |  | Match nul |  | Défaite à domicile |

#### Détails des résultats
Les points marqués par chaque équipe sont inscrits dans les colonnes centrales (3-4) alors que les essais marqués sont donnés dans les colonnes latérales (1-6). Les points de bonus sont symbolisés par une bordure bleue pour les bonus offensifs (trois essais de plus que l'adversaire), orange pour les bonus défensifs (défaite par moins de cinq points d'écart), rouge si les deux bonus sont cumulés.

#### Évolution du classement
| Club            | 1  | 2  | 3  | 4  | 5  | 6  | 7  | 8  | 9  | 10 | 11 | 12 | 13 | 14 | 15 | 16 | 17 | 18 | 19 | 20 | 21 | 22 | 23 | 24 | 25 | 26 |
| --------------- | -- | -- | -- | -- | -- | -- | -- | -- | -- | -- | -- | -- | -- | -- | -- | -- | -- | --- | --- | --- | --- | --- | --- | --- | --- | --- |
| Agen            | 13 | 10 | 12 | 9  | 10 | 11 | 12 | 10 | 13 | 13 | 13 | 13 | 14 | 13 | 14 | 12 | 13 | Championnat définitivement arrêté, le 30 avril par la LNR, en raison de la pandémie de maladie à coronavirus | Championnat définitivement arrêté, le 30 avril par la LNR, en raison de la pandémie de maladie à coronavirus | Championnat définitivement arrêté, le 30 avril par la LNR, en raison de la pandémie de maladie à coronavirus | Championnat définitivement arrêté, le 30 avril par la LNR, en raison de la pandémie de maladie à coronavirus | Championnat définitivement arrêté, le 30 avril par la LNR, en raison de la pandémie de maladie à coronavirus | Championnat définitivement arrêté, le 30 avril par la LNR, en raison de la pandémie de maladie à coronavirus | Championnat définitivement arrêté, le 30 avril par la LNR, en raison de la pandémie de maladie à coronavirus | Championnat définitivement arrêté, le 30 avril par la LNR, en raison de la pandémie de maladie à coronavirus | Championnat définitivement arrêté, le 30 avril par la LNR, en raison de la pandémie de maladie à coronavirus |
| Bayonne         | 5  | 5  | 7  | 5  | 4  | 3  | 3  | 3  | 4  | 10 | 8  | 11 | 11 | 10 | 11 | 11 | 9  | Championnat définitivement arrêté, le 30 avril par la LNR, en raison de la pandémie de maladie à coronavirus | Championnat définitivement arrêté, le 30 avril par la LNR, en raison de la pandémie de maladie à coronavirus | Championnat définitivement arrêté, le 30 avril par la LNR, en raison de la pandémie de maladie à coronavirus | Championnat définitivement arrêté, le 30 avril par la LNR, en raison de la pandémie de maladie à coronavirus | Championnat définitivement arrêté, le 30 avril par la LNR, en raison de la pandémie de maladie à coronavirus | Championnat définitivement arrêté, le 30 avril par la LNR, en raison de la pandémie de maladie à coronavirus | Championnat définitivement arrêté, le 30 avril par la LNR, en raison de la pandémie de maladie à coronavirus | Championnat définitivement arrêté, le 30 avril par la LNR, en raison de la pandémie de maladie à coronavirus | Championnat définitivement arrêté, le 30 avril par la LNR, en raison de la pandémie de maladie à coronavirus |
| Bordeaux Bègles | 6  | 2  | 2  | 2  | 2  | 2  | 2  | 2  | 2  | 2  | 1  | 1  | 1  | 2  | 1  | 1  | 1  | Championnat définitivement arrêté, le 30 avril par la LNR, en raison de la pandémie de maladie à coronavirus | Championnat définitivement arrêté, le 30 avril par la LNR, en raison de la pandémie de maladie à coronavirus | Championnat définitivement arrêté, le 30 avril par la LNR, en raison de la pandémie de maladie à coronavirus | Championnat définitivement arrêté, le 30 avril par la LNR, en raison de la pandémie de maladie à coronavirus | Championnat définitivement arrêté, le 30 avril par la LNR, en raison de la pandémie de maladie à coronavirus | Championnat définitivement arrêté, le 30 avril par la LNR, en raison de la pandémie de maladie à coronavirus | Championnat définitivement arrêté, le 30 avril par la LNR, en raison de la pandémie de maladie à coronavirus | Championnat définitivement arrêté, le 30 avril par la LNR, en raison de la pandémie de maladie à coronavirus | Championnat définitivement arrêté, le 30 avril par la LNR, en raison de la pandémie de maladie à coronavirus |
| Brive           | 12 | 14 | 13 | 14 | 12 | 9  | 13 | 9  | 12 | 8  | 6  | 9  | 9  | 9  | 9  | 10 | 11 | Championnat définitivement arrêté, le 30 avril par la LNR, en raison de la pandémie de maladie à coronavirus | Championnat définitivement arrêté, le 30 avril par la LNR, en raison de la pandémie de maladie à coronavirus | Championnat définitivement arrêté, le 30 avril par la LNR, en raison de la pandémie de maladie à coronavirus | Championnat définitivement arrêté, le 30 avril par la LNR, en raison de la pandémie de maladie à coronavirus | Championnat définitivement arrêté, le 30 avril par la LNR, en raison de la pandémie de maladie à coronavirus | Championnat définitivement arrêté, le 30 avril par la LNR, en raison de la pandémie de maladie à coronavirus | Championnat définitivement arrêté, le 30 avril par la LNR, en raison de la pandémie de maladie à coronavirus | Championnat définitivement arrêté, le 30 avril par la LNR, en raison de la pandémie de maladie à coronavirus | Championnat définitivement arrêté, le 30 avril par la LNR, en raison de la pandémie de maladie à coronavirus |
| Castres         | 7  | 8  | 10 | 11 | 9  | 5  | 8  | 12 | 11 | 12 | 11 | 12 | 12 | 12 | 10 | 9  | 10 | Championnat définitivement arrêté, le 30 avril par la LNR, en raison de la pandémie de maladie à coronavirus | Championnat définitivement arrêté, le 30 avril par la LNR, en raison de la pandémie de maladie à coronavirus | Championnat définitivement arrêté, le 30 avril par la LNR, en raison de la pandémie de maladie à coronavirus | Championnat définitivement arrêté, le 30 avril par la LNR, en raison de la pandémie de maladie à coronavirus | Championnat définitivement arrêté, le 30 avril par la LNR, en raison de la pandémie de maladie à coronavirus | Championnat définitivement arrêté, le 30 avril par la LNR, en raison de la pandémie de maladie à coronavirus | Championnat définitivement arrêté, le 30 avril par la LNR, en raison de la pandémie de maladie à coronavirus | Championnat définitivement arrêté, le 30 avril par la LNR, en raison de la pandémie de maladie à coronavirus | Championnat définitivement arrêté, le 30 avril par la LNR, en raison de la pandémie de maladie à coronavirus |
| Clermont        | 4  | 3  | 4  | 7  | 5  | 4  | 4  | 4  | 6  | 5  | 7  | 6  | 8  | 7  | 6  | 7  | 6  | Championnat définitivement arrêté, le 30 avril par la LNR, en raison de la pandémie de maladie à coronavirus | Championnat définitivement arrêté, le 30 avril par la LNR, en raison de la pandémie de maladie à coronavirus | Championnat définitivement arrêté, le 30 avril par la LNR, en raison de la pandémie de maladie à coronavirus | Championnat définitivement arrêté, le 30 avril par la LNR, en raison de la pandémie de maladie à coronavirus | Championnat définitivement arrêté, le 30 avril par la LNR, en raison de la pandémie de maladie à coronavirus | Championnat définitivement arrêté, le 30 avril par la LNR, en raison de la pandémie de maladie à coronavirus | Championnat définitivement arrêté, le 30 avril par la LNR, en raison de la pandémie de maladie à coronavirus | Championnat définitivement arrêté, le 30 avril par la LNR, en raison de la pandémie de maladie à coronavirus | Championnat définitivement arrêté, le 30 avril par la LNR, en raison de la pandémie de maladie à coronavirus |
| Lyon            | 1  | 1  | 1  | 1  | 1  | 1  | 1  | 1  | 1  | 1  | 2  | 2  | 2  | 1  | 2  | 2  | 2  | Championnat définitivement arrêté, le 30 avril par la LNR, en raison de la pandémie de maladie à coronavirus | Championnat définitivement arrêté, le 30 avril par la LNR, en raison de la pandémie de maladie à coronavirus | Championnat définitivement arrêté, le 30 avril par la LNR, en raison de la pandémie de maladie à coronavirus | Championnat définitivement arrêté, le 30 avril par la LNR, en raison de la pandémie de maladie à coronavirus | Championnat définitivement arrêté, le 30 avril par la LNR, en raison de la pandémie de maladie à coronavirus | Championnat définitivement arrêté, le 30 avril par la LNR, en raison de la pandémie de maladie à coronavirus | Championnat définitivement arrêté, le 30 avril par la LNR, en raison de la pandémie de maladie à coronavirus | Championnat définitivement arrêté, le 30 avril par la LNR, en raison de la pandémie de maladie à coronavirus | Championnat définitivement arrêté, le 30 avril par la LNR, en raison de la pandémie de maladie à coronavirus |
| Montpellier     | 8  | 4  | 3  | 4  | 6  | 8  | 10 | 7  | 7  | 3  | 5  | 8  | 6  | 8  | 7  | 8  | 8  | Championnat définitivement arrêté, le 30 avril par la LNR, en raison de la pandémie de maladie à coronavirus | Championnat définitivement arrêté, le 30 avril par la LNR, en raison de la pandémie de maladie à coronavirus | Championnat définitivement arrêté, le 30 avril par la LNR, en raison de la pandémie de maladie à coronavirus | Championnat définitivement arrêté, le 30 avril par la LNR, en raison de la pandémie de maladie à coronavirus | Championnat définitivement arrêté, le 30 avril par la LNR, en raison de la pandémie de maladie à coronavirus | Championnat définitivement arrêté, le 30 avril par la LNR, en raison de la pandémie de maladie à coronavirus | Championnat définitivement arrêté, le 30 avril par la LNR, en raison de la pandémie de maladie à coronavirus | Championnat définitivement arrêté, le 30 avril par la LNR, en raison de la pandémie de maladie à coronavirus | Championnat définitivement arrêté, le 30 avril par la LNR, en raison de la pandémie de maladie à coronavirus |
| Paris           | 14 | 13 | 9  | 13 | 14 | 14 | 14 | 14 | 14 | 14 | 14 | 14 | 13 | 14 | 12 | 13 | 14 | Championnat définitivement arrêté, le 30 avril par la LNR, en raison de la pandémie de maladie à coronavirus | Championnat définitivement arrêté, le 30 avril par la LNR, en raison de la pandémie de maladie à coronavirus | Championnat définitivement arrêté, le 30 avril par la LNR, en raison de la pandémie de maladie à coronavirus | Championnat définitivement arrêté, le 30 avril par la LNR, en raison de la pandémie de maladie à coronavirus | Championnat définitivement arrêté, le 30 avril par la LNR, en raison de la pandémie de maladie à coronavirus | Championnat définitivement arrêté, le 30 avril par la LNR, en raison de la pandémie de maladie à coronavirus | Championnat définitivement arrêté, le 30 avril par la LNR, en raison de la pandémie de maladie à coronavirus | Championnat définitivement arrêté, le 30 avril par la LNR, en raison de la pandémie de maladie à coronavirus | Championnat définitivement arrêté, le 30 avril par la LNR, en raison de la pandémie de maladie à coronavirus |
| Pau             | 3  | 9  | 5  | 3  | 3  | 6  | 11 | 8  | 3  | 9  | 12 | 10 | 10 | 11 | 13 | 14 | 12 | Championnat définitivement arrêté, le 30 avril par la LNR, en raison de la pandémie de maladie à coronavirus | Championnat définitivement arrêté, le 30 avril par la LNR, en raison de la pandémie de maladie à coronavirus | Championnat définitivement arrêté, le 30 avril par la LNR, en raison de la pandémie de maladie à coronavirus | Championnat définitivement arrêté, le 30 avril par la LNR, en raison de la pandémie de maladie à coronavirus | Championnat définitivement arrêté, le 30 avril par la LNR, en raison de la pandémie de maladie à coronavirus | Championnat définitivement arrêté, le 30 avril par la LNR, en raison de la pandémie de maladie à coronavirus | Championnat définitivement arrêté, le 30 avril par la LNR, en raison de la pandémie de maladie à coronavirus | Championnat définitivement arrêté, le 30 avril par la LNR, en raison de la pandémie de maladie à coronavirus | Championnat définitivement arrêté, le 30 avril par la LNR, en raison de la pandémie de maladie à coronavirus |
| Racing 92       | 10 | 7  | 6  | 10 | 13 | 10 | 9  | 13 | 10 | 11 | 10 | 7  | 5  | 4  | 3  | 5  | 3  | Championnat définitivement arrêté, le 30 avril par la LNR, en raison de la pandémie de maladie à coronavirus | Championnat définitivement arrêté, le 30 avril par la LNR, en raison de la pandémie de maladie à coronavirus | Championnat définitivement arrêté, le 30 avril par la LNR, en raison de la pandémie de maladie à coronavirus | Championnat définitivement arrêté, le 30 avril par la LNR, en raison de la pandémie de maladie à coronavirus | Championnat définitivement arrêté, le 30 avril par la LNR, en raison de la pandémie de maladie à coronavirus | Championnat définitivement arrêté, le 30 avril par la LNR, en raison de la pandémie de maladie à coronavirus | Championnat définitivement arrêté, le 30 avril par la LNR, en raison de la pandémie de maladie à coronavirus | Championnat définitivement arrêté, le 30 avril par la LNR, en raison de la pandémie de maladie à coronavirus | Championnat définitivement arrêté, le 30 avril par la LNR, en raison de la pandémie de maladie à coronavirus |
| La Rochelle     | 11 | 11 | 14 | 8  | 8  | 12 | 6  | 6  | 9  | 7  | 9  | 5  | 4  | 3  | 5  | 3  | 5  | Championnat définitivement arrêté, le 30 avril par la LNR, en raison de la pandémie de maladie à coronavirus | Championnat définitivement arrêté, le 30 avril par la LNR, en raison de la pandémie de maladie à coronavirus | Championnat définitivement arrêté, le 30 avril par la LNR, en raison de la pandémie de maladie à coronavirus | Championnat définitivement arrêté, le 30 avril par la LNR, en raison de la pandémie de maladie à coronavirus | Championnat définitivement arrêté, le 30 avril par la LNR, en raison de la pandémie de maladie à coronavirus | Championnat définitivement arrêté, le 30 avril par la LNR, en raison de la pandémie de maladie à coronavirus | Championnat définitivement arrêté, le 30 avril par la LNR, en raison de la pandémie de maladie à coronavirus | Championnat définitivement arrêté, le 30 avril par la LNR, en raison de la pandémie de maladie à coronavirus | Championnat définitivement arrêté, le 30 avril par la LNR, en raison de la pandémie de maladie à coronavirus |
| Toulon          | 2  | 6  | 11 | 6  | 7  | 7  | 7  | 5  | 5  | 6  | 3  | 3  | 3  | 5  | 4  | 4  | 4  | Championnat définitivement arrêté, le 30 avril par la LNR, en raison de la pandémie de maladie à coronavirus | Championnat définitivement arrêté, le 30 avril par la LNR, en raison de la pandémie de maladie à coronavirus | Championnat définitivement arrêté, le 30 avril par la LNR, en raison de la pandémie de maladie à coronavirus | Championnat définitivement arrêté, le 30 avril par la LNR, en raison de la pandémie de maladie à coronavirus | Championnat définitivement arrêté, le 30 avril par la LNR, en raison de la pandémie de maladie à coronavirus | Championnat définitivement arrêté, le 30 avril par la LNR, en raison de la pandémie de maladie à coronavirus | Championnat définitivement arrêté, le 30 avril par la LNR, en raison de la pandémie de maladie à coronavirus | Championnat définitivement arrêté, le 30 avril par la LNR, en raison de la pandémie de maladie à coronavirus | Championnat définitivement arrêté, le 30 avril par la LNR, en raison de la pandémie de maladie à coronavirus |
| Toulouse        | 9  | 12 | 8  | 12 | 11 | 13 | 5  | 11 | 8  | 4  | 4  | 4  | 7  | 6  | 8  | 6  | 7  | Championnat définitivement arrêté, le 30 avril par la LNR, en raison de la pandémie de maladie à coronavirus | Championnat définitivement arrêté, le 30 avril par la LNR, en raison de la pandémie de maladie à coronavirus | Championnat définitivement arrêté, le 30 avril par la LNR, en raison de la pandémie de maladie à coronavirus | Championnat définitivement arrêté, le 30 avril par la LNR, en raison de la pandémie de maladie à coronavirus | Championnat définitivement arrêté, le 30 avril par la LNR, en raison de la pandémie de maladie à coronavirus | Championnat définitivement arrêté, le 30 avril par la LNR, en raison de la pandémie de maladie à coronavirus | Championnat définitivement arrêté, le 30 avril par la LNR, en raison de la pandémie de maladie à coronavirus | Championnat définitivement arrêté, le 30 avril par la LNR, en raison de la pandémie de maladie à coronavirus | Championnat définitivement arrêté, le 30 avril par la LNR, en raison de la pandémie de maladie à coronavirus |

- Initialement directement qualifié pour les demi-finales
- Initialement qualifié pour les barrages
- Initialement devant participer au barrage de promotion-relégation
- Initialement relégué en Pro D2 2020-2021

#### État de forme des équipes
| Club            | 1 | 2 | 3 | 4 | 5 | 6 | 7 | 8 | 9 | 10 | 11 | 12 | 13 | 14 | 15 | 16 | 17 | 18 | 19 | 20 | 21 | 22 | 23 | 24 | 25 | 26 |
| --------------- | - | - | - | - | - | - | - | - | - | -- | -- | -- | -- | -- | -- | -- | -- | --- | --- | --- | --- | --- | --- | --- | --- | --- |
| Agen            | P | G | P | G | P | P | N | G | P | P  | P  | P  | P  | G  | P  | G  | P  | Championnat définitivement arrêté, le 30 avril par la LNR, en raison de la pandémie de maladie à coronavirus | Championnat définitivement arrêté, le 30 avril par la LNR, en raison de la pandémie de maladie à coronavirus | Championnat définitivement arrêté, le 30 avril par la LNR, en raison de la pandémie de maladie à coronavirus | Championnat définitivement arrêté, le 30 avril par la LNR, en raison de la pandémie de maladie à coronavirus | Championnat définitivement arrêté, le 30 avril par la LNR, en raison de la pandémie de maladie à coronavirus | Championnat définitivement arrêté, le 30 avril par la LNR, en raison de la pandémie de maladie à coronavirus | Championnat définitivement arrêté, le 30 avril par la LNR, en raison de la pandémie de maladie à coronavirus | Championnat définitivement arrêté, le 30 avril par la LNR, en raison de la pandémie de maladie à coronavirus | Championnat définitivement arrêté, le 30 avril par la LNR, en raison de la pandémie de maladie à coronavirus |
| Bayonne         | G | P | P | G | G | G | G | P | P | P  | N  | P  | P  | P  | P  | G  | G  | Championnat définitivement arrêté, le 30 avril par la LNR, en raison de la pandémie de maladie à coronavirus | Championnat définitivement arrêté, le 30 avril par la LNR, en raison de la pandémie de maladie à coronavirus | Championnat définitivement arrêté, le 30 avril par la LNR, en raison de la pandémie de maladie à coronavirus | Championnat définitivement arrêté, le 30 avril par la LNR, en raison de la pandémie de maladie à coronavirus | Championnat définitivement arrêté, le 30 avril par la LNR, en raison de la pandémie de maladie à coronavirus | Championnat définitivement arrêté, le 30 avril par la LNR, en raison de la pandémie de maladie à coronavirus | Championnat définitivement arrêté, le 30 avril par la LNR, en raison de la pandémie de maladie à coronavirus | Championnat définitivement arrêté, le 30 avril par la LNR, en raison de la pandémie de maladie à coronavirus | Championnat définitivement arrêté, le 30 avril par la LNR, en raison de la pandémie de maladie à coronavirus |
| Bordeaux Bègles | G | G | G | G | N | P | G | P | G | G  | G  | G  | G  | P  | G  | G  | G  | Championnat définitivement arrêté, le 30 avril par la LNR, en raison de la pandémie de maladie à coronavirus | Championnat définitivement arrêté, le 30 avril par la LNR, en raison de la pandémie de maladie à coronavirus | Championnat définitivement arrêté, le 30 avril par la LNR, en raison de la pandémie de maladie à coronavirus | Championnat définitivement arrêté, le 30 avril par la LNR, en raison de la pandémie de maladie à coronavirus | Championnat définitivement arrêté, le 30 avril par la LNR, en raison de la pandémie de maladie à coronavirus | Championnat définitivement arrêté, le 30 avril par la LNR, en raison de la pandémie de maladie à coronavirus | Championnat définitivement arrêté, le 30 avril par la LNR, en raison de la pandémie de maladie à coronavirus | Championnat définitivement arrêté, le 30 avril par la LNR, en raison de la pandémie de maladie à coronavirus | Championnat définitivement arrêté, le 30 avril par la LNR, en raison de la pandémie de maladie à coronavirus |
| Brive           | P | P | G | P | G | G | P | G | P | G  | N  | P  | P  | G  | P  | P  | G  | Championnat définitivement arrêté, le 30 avril par la LNR, en raison de la pandémie de maladie à coronavirus | Championnat définitivement arrêté, le 30 avril par la LNR, en raison de la pandémie de maladie à coronavirus | Championnat définitivement arrêté, le 30 avril par la LNR, en raison de la pandémie de maladie à coronavirus | Championnat définitivement arrêté, le 30 avril par la LNR, en raison de la pandémie de maladie à coronavirus | Championnat définitivement arrêté, le 30 avril par la LNR, en raison de la pandémie de maladie à coronavirus | Championnat définitivement arrêté, le 30 avril par la LNR, en raison de la pandémie de maladie à coronavirus | Championnat définitivement arrêté, le 30 avril par la LNR, en raison de la pandémie de maladie à coronavirus | Championnat définitivement arrêté, le 30 avril par la LNR, en raison de la pandémie de maladie à coronavirus | Championnat définitivement arrêté, le 30 avril par la LNR, en raison de la pandémie de maladie à coronavirus |
| Castres         | G | P | P | P | G | G | P | P | G | P  | G  | P  | P  | P  | G  | G  | P  | Championnat définitivement arrêté, le 30 avril par la LNR, en raison de la pandémie de maladie à coronavirus | Championnat définitivement arrêté, le 30 avril par la LNR, en raison de la pandémie de maladie à coronavirus | Championnat définitivement arrêté, le 30 avril par la LNR, en raison de la pandémie de maladie à coronavirus | Championnat définitivement arrêté, le 30 avril par la LNR, en raison de la pandémie de maladie à coronavirus | Championnat définitivement arrêté, le 30 avril par la LNR, en raison de la pandémie de maladie à coronavirus | Championnat définitivement arrêté, le 30 avril par la LNR, en raison de la pandémie de maladie à coronavirus | Championnat définitivement arrêté, le 30 avril par la LNR, en raison de la pandémie de maladie à coronavirus | Championnat définitivement arrêté, le 30 avril par la LNR, en raison de la pandémie de maladie à coronavirus | Championnat définitivement arrêté, le 30 avril par la LNR, en raison de la pandémie de maladie à coronavirus |
| Clermont        | G | G | P | P | G | G | P | G | P | G  | P  | G  | P  | G  | G  | P  | G  | Championnat définitivement arrêté, le 30 avril par la LNR, en raison de la pandémie de maladie à coronavirus | Championnat définitivement arrêté, le 30 avril par la LNR, en raison de la pandémie de maladie à coronavirus | Championnat définitivement arrêté, le 30 avril par la LNR, en raison de la pandémie de maladie à coronavirus | Championnat définitivement arrêté, le 30 avril par la LNR, en raison de la pandémie de maladie à coronavirus | Championnat définitivement arrêté, le 30 avril par la LNR, en raison de la pandémie de maladie à coronavirus | Championnat définitivement arrêté, le 30 avril par la LNR, en raison de la pandémie de maladie à coronavirus | Championnat définitivement arrêté, le 30 avril par la LNR, en raison de la pandémie de maladie à coronavirus | Championnat définitivement arrêté, le 30 avril par la LNR, en raison de la pandémie de maladie à coronavirus | Championnat définitivement arrêté, le 30 avril par la LNR, en raison de la pandémie de maladie à coronavirus |
| Lyon            | G | G | G | G | G | G | G | P | G | P  | P  | G  | G  | G  | P  | G  | P  | Championnat définitivement arrêté, le 30 avril par la LNR, en raison de la pandémie de maladie à coronavirus | Championnat définitivement arrêté, le 30 avril par la LNR, en raison de la pandémie de maladie à coronavirus | Championnat définitivement arrêté, le 30 avril par la LNR, en raison de la pandémie de maladie à coronavirus | Championnat définitivement arrêté, le 30 avril par la LNR, en raison de la pandémie de maladie à coronavirus | Championnat définitivement arrêté, le 30 avril par la LNR, en raison de la pandémie de maladie à coronavirus | Championnat définitivement arrêté, le 30 avril par la LNR, en raison de la pandémie de maladie à coronavirus | Championnat définitivement arrêté, le 30 avril par la LNR, en raison de la pandémie de maladie à coronavirus | Championnat définitivement arrêté, le 30 avril par la LNR, en raison de la pandémie de maladie à coronavirus | Championnat définitivement arrêté, le 30 avril par la LNR, en raison de la pandémie de maladie à coronavirus |
| Montpellier     | P | G | G | P | N | P | P | G | N | G  | P  | N  | G  | P  | G  | P  | P  | Championnat définitivement arrêté, le 30 avril par la LNR, en raison de la pandémie de maladie à coronavirus | Championnat définitivement arrêté, le 30 avril par la LNR, en raison de la pandémie de maladie à coronavirus | Championnat définitivement arrêté, le 30 avril par la LNR, en raison de la pandémie de maladie à coronavirus | Championnat définitivement arrêté, le 30 avril par la LNR, en raison de la pandémie de maladie à coronavirus | Championnat définitivement arrêté, le 30 avril par la LNR, en raison de la pandémie de maladie à coronavirus | Championnat définitivement arrêté, le 30 avril par la LNR, en raison de la pandémie de maladie à coronavirus | Championnat définitivement arrêté, le 30 avril par la LNR, en raison de la pandémie de maladie à coronavirus | Championnat définitivement arrêté, le 30 avril par la LNR, en raison de la pandémie de maladie à coronavirus | Championnat définitivement arrêté, le 30 avril par la LNR, en raison de la pandémie de maladie à coronavirus |
| Paris           | P | P | G | P | P | P | G | P | P | P  | G  | N  | G  | P  | G  | P  | P  | Championnat définitivement arrêté, le 30 avril par la LNR, en raison de la pandémie de maladie à coronavirus | Championnat définitivement arrêté, le 30 avril par la LNR, en raison de la pandémie de maladie à coronavirus | Championnat définitivement arrêté, le 30 avril par la LNR, en raison de la pandémie de maladie à coronavirus | Championnat définitivement arrêté, le 30 avril par la LNR, en raison de la pandémie de maladie à coronavirus | Championnat définitivement arrêté, le 30 avril par la LNR, en raison de la pandémie de maladie à coronavirus | Championnat définitivement arrêté, le 30 avril par la LNR, en raison de la pandémie de maladie à coronavirus | Championnat définitivement arrêté, le 30 avril par la LNR, en raison de la pandémie de maladie à coronavirus | Championnat définitivement arrêté, le 30 avril par la LNR, en raison de la pandémie de maladie à coronavirus | Championnat définitivement arrêté, le 30 avril par la LNR, en raison de la pandémie de maladie à coronavirus |
| Pau             | G | P | G | G | P | P | P | G | G | P  | P  | P  | P  | P  | P  | P  | G  | Championnat définitivement arrêté, le 30 avril par la LNR, en raison de la pandémie de maladie à coronavirus | Championnat définitivement arrêté, le 30 avril par la LNR, en raison de la pandémie de maladie à coronavirus | Championnat définitivement arrêté, le 30 avril par la LNR, en raison de la pandémie de maladie à coronavirus | Championnat définitivement arrêté, le 30 avril par la LNR, en raison de la pandémie de maladie à coronavirus | Championnat définitivement arrêté, le 30 avril par la LNR, en raison de la pandémie de maladie à coronavirus | Championnat définitivement arrêté, le 30 avril par la LNR, en raison de la pandémie de maladie à coronavirus | Championnat définitivement arrêté, le 30 avril par la LNR, en raison de la pandémie de maladie à coronavirus | Championnat définitivement arrêté, le 30 avril par la LNR, en raison de la pandémie de maladie à coronavirus | Championnat définitivement arrêté, le 30 avril par la LNR, en raison de la pandémie de maladie à coronavirus |
| Racing 92       | P | G | P | P | P | G | N | P | G | P  | G  | G  | G  | G  | G  | P  | G  | Championnat définitivement arrêté, le 30 avril par la LNR, en raison de la pandémie de maladie à coronavirus | Championnat définitivement arrêté, le 30 avril par la LNR, en raison de la pandémie de maladie à coronavirus | Championnat définitivement arrêté, le 30 avril par la LNR, en raison de la pandémie de maladie à coronavirus | Championnat définitivement arrêté, le 30 avril par la LNR, en raison de la pandémie de maladie à coronavirus | Championnat définitivement arrêté, le 30 avril par la LNR, en raison de la pandémie de maladie à coronavirus | Championnat définitivement arrêté, le 30 avril par la LNR, en raison de la pandémie de maladie à coronavirus | Championnat définitivement arrêté, le 30 avril par la LNR, en raison de la pandémie de maladie à coronavirus | Championnat définitivement arrêté, le 30 avril par la LNR, en raison de la pandémie de maladie à coronavirus | Championnat définitivement arrêté, le 30 avril par la LNR, en raison de la pandémie de maladie à coronavirus |
| La Rochelle     | P | G | P | G | P | P | G | G | P | G  | P  | G  | G  | G  | P  | G  | P  | Championnat définitivement arrêté, le 30 avril par la LNR, en raison de la pandémie de maladie à coronavirus | Championnat définitivement arrêté, le 30 avril par la LNR, en raison de la pandémie de maladie à coronavirus | Championnat définitivement arrêté, le 30 avril par la LNR, en raison de la pandémie de maladie à coronavirus | Championnat définitivement arrêté, le 30 avril par la LNR, en raison de la pandémie de maladie à coronavirus | Championnat définitivement arrêté, le 30 avril par la LNR, en raison de la pandémie de maladie à coronavirus | Championnat définitivement arrêté, le 30 avril par la LNR, en raison de la pandémie de maladie à coronavirus | Championnat définitivement arrêté, le 30 avril par la LNR, en raison de la pandémie de maladie à coronavirus | Championnat définitivement arrêté, le 30 avril par la LNR, en raison de la pandémie de maladie à coronavirus | Championnat définitivement arrêté, le 30 avril par la LNR, en raison de la pandémie de maladie à coronavirus |
| Toulon          | G | P | P | G | P | G | P | G | N | G  | G  | N  | G  | P  | G  | P  | G  | Championnat définitivement arrêté, le 30 avril par la LNR, en raison de la pandémie de maladie à coronavirus | Championnat définitivement arrêté, le 30 avril par la LNR, en raison de la pandémie de maladie à coronavirus | Championnat définitivement arrêté, le 30 avril par la LNR, en raison de la pandémie de maladie à coronavirus | Championnat définitivement arrêté, le 30 avril par la LNR, en raison de la pandémie de maladie à coronavirus | Championnat définitivement arrêté, le 30 avril par la LNR, en raison de la pandémie de maladie à coronavirus | Championnat définitivement arrêté, le 30 avril par la LNR, en raison de la pandémie de maladie à coronavirus | Championnat définitivement arrêté, le 30 avril par la LNR, en raison de la pandémie de maladie à coronavirus | Championnat définitivement arrêté, le 30 avril par la LNR, en raison de la pandémie de maladie à coronavirus | Championnat définitivement arrêté, le 30 avril par la LNR, en raison de la pandémie de maladie à coronavirus |
| Toulouse        | P | P | G | P | G | P | G | P | G | G  | G  | N  | P  | G  | P  | G  | P  | Championnat définitivement arrêté, le 30 avril par la LNR, en raison de la pandémie de maladie à coronavirus | Championnat définitivement arrêté, le 30 avril par la LNR, en raison de la pandémie de maladie à coronavirus | Championnat définitivement arrêté, le 30 avril par la LNR, en raison de la pandémie de maladie à coronavirus | Championnat définitivement arrêté, le 30 avril par la LNR, en raison de la pandémie de maladie à coronavirus | Championnat définitivement arrêté, le 30 avril par la LNR, en raison de la pandémie de maladie à coronavirus | Championnat définitivement arrêté, le 30 avril par la LNR, en raison de la pandémie de maladie à coronavirus | Championnat définitivement arrêté, le 30 avril par la LNR, en raison de la pandémie de maladie à coronavirus | Championnat définitivement arrêté, le 30 avril par la LNR, en raison de la pandémie de maladie à coronavirus | Championnat définitivement arrêté, le 30 avril par la LNR, en raison de la pandémie de maladie à coronavirus |

- Match gagné
- Match nul
- Match perdu

Séries de la saison
- Séries de victoires : 7 (Lyon)
- Séries de matchs sans défaite : 7 (Lyon)
- Séries de défaites : 7 (Pau)
- Séries de matchs sans victoire : 8 (Bayonne)

* Club en italique : série en cours

### Statistiques

#### Meilleurs réalisateurs
| Rang | Joueur              | Club                  | Poste            | Points | Essais | Transf. | Pén. | Drop |
| ---- | ------------------- | --------------------- | ---------------- | ------ | ------ | ------- | ---- | ---- |
| 1    | Thomas Laranjeira   | CA Brive              | Arrière          | 176    | 3      | 25      | 37   | 0    |
| 2    | Anthony Belleau     | RC Toulon             | Demi d'ouverture | 171    | 0      | 24      | 41   | 0    |
| 3    | Antoine Hastoy      | Section paloise       | Demi d'ouverture | 139    | 1      | 16      | 34   | 0    |
| 4    | Teddy Iribaren      | Racing 92             | Demi de mêlée    | 126    | 1      | 23      | 25   | 0    |
| 5    | Julien Dumora       | Castres olympique     | Arrière          | 123    | 3      | 15      | 26   | 0    |
| 6    | Jonathan Wisniewski | Lyon OU               | Demi d'ouverture | 122    | 0      | 22      | 26   | 0    |
| 7    | Jake McIntyre       | ASM Clermont          | Demi d'ouverture | 109    | 1      | 13      | 26   | 0    |
| 8    | Ben Botica          | Union Bordeaux Bègles | Demi d'ouverture | 101    | 0      | 19      | 21   | 0    |
| 9    | Matthieu Jalibert   | Union Bordeaux Bègles | Demi d'ouverture | 097    | 4      | 19      | 13   | 0    |
| 10   | Zack Holmes         | Stade toulousain      | Demi d'ouverture | 094    | 1      | 07      | 25   | 0    |

#### Meilleurs marqueurs
| Rang | Joueur           | Club                      | Poste   | Essais |
| ---- | ---------------- | ------------------------- | ------- | ------ |
| 1    | Arthur Retière   | Stade rochelais           | Ailier  | 7      |
| 1    | Thomas Combezou  | Castres olympique         | Centre  | 7      |
| 1    | Kylan Hamdaoui   | Stade français            | Arrière | 7      |
| 1    | Nemani Nadolo    | Montpellier Hérault rugby | Ailier  | 7      |
| 3    | Santiago Cordero | Union Bordeaux Bègles     | Ailier  | 6      |
| 3    | Juan Imhoff      | Racing 92                 | Ailier  | 6      |
| 3    | Teddy Thomas     | Racing 92                 | Ailier  | 6      |
| 3    | Joris Jurand     | CA Brive                  | Ailier  | 6      |

#### Équipe-type de la saison selonOpta
Le 22 avril 2020, l'entreprise britannique Opta, spécialisée dans les contenus sportifs, publie une équipe-type après la 17e journée de saison régulière de Top 14 2019-20, bien que celle-ci soit suspendue, dans un premier temps, pour être finalement arrêtée par la suite, en raison de la pandémie de maladie à coronavirus. Cette étude s'appuie essentiellement sur des données individuelles et ne prend pas en considération le temps de jeu des joueurs. On note également une faible présence des Bordelais et une omniprésence des clubs jouant le maintien (Brive, Castres, Pau, Agen).
| Avants - Clément Castets – Pilier gauche, Toulouse - Teddy Baubigny – Talonneur, Racing - Lourens Adriaanse – Pilier droit, Pau - Tom Murday – Deuxième ligne, Agen - Andrés Zafra – Deuxième ligne, Agen - Martin Puech – Troisième ligne aile, Pau - Laurence Pearce – Troisième ligne centre, Agen - Baptiste Chouzenoux – Troisième ligne aile, Racing | Arrières - Tawera Kerr-Barlow – Demi de mêlée, La Rochelle - Antoine Hastoy – Demi d'ouverture, Pau - Noa Nakaitaci – Ailier gauche, Lyon - Charlie Ngatai – Centre, Lyon - Thomas Combezou – Centre, Castres - Santiago Cordero – Ailier droit, Bordeaux Bègles - Thomas Laranjeira – Arrière, Brive |